# 현무 4-4
현무 4-4(玄武4-4)는 대한민국 최초의 잠수함발사 탄도유도탄(SLBM)이다.

## 역사
2015년 북한이 북극성 1호 SLBM을 개발하자, 한국군은 사거리 500 km인 현무-2B 탄도미사일을 개조해 국산 SLBM 확보에 나섰다. 북극성 1호, 북극성 2호, 북극성 3호, 북극성 4호, 북극성 5호가 순차적으로 개발되었거나 개발중이다.
2020년 12월, 현무 4-4 SLBM의 지상 시험발사에 성공했다.
2021년 5월, 한국군은 지금도 사거리 2000 km가 넘는 미사일 개발이 가능한데, 러시아 블라디보스토크 북쪽과 중국 베이징, 일본 도쿄까지 타격권에 들어간다. 잠수함발사탄도미사일 SLBM 역시 3000 km까지 사거리를 높여 2022년에 실전 배치될 도산안창호함 탑재를 할 가능성이 있다.
2021년 7월, 현무 4-4 SLBM의 수중 시험발사에 성공했다. 수중 바지선 콜드 런치 발사시험으로, 앞으로 수중 잠수함 발사시험이 남았다.
2021년 9월 2일, 군 당국이 충남 태안 국방과학연구소(ADD) 안흥시험장 앞바다에서 잠수함발사탄도미사일(SLBM) 시험 발사할 때 중국의 정보함이 관련 정보를 탐지했던 것으로 확인됐다. 이날 SLBM의 시험 발사는 지난달 13일 취역한 잠수함인 도산안창호함에서 콜드론치(cold launch) 방식으로 이뤄졌다.
2021년 9월 7일, 군 소식통은 "국산 SLBM 비공개 시험발사가 14일 혹은 15일에 실시될 예정"이라며 "관례에 따르면 15일이 유력하지만, 전격적으로 14일에 단행할 수도 있다"고 밝혔다. 이와 관련해 필리핀 동쪽 해상에서 발생한 태풍 '꼰선', '찬투'가 한반도에 미칠 영향에 따라 일정이 조정될 여지도 있는 것으로 전해졌다. 수중 잠수함 발사시험을 말한다.
2021년 9월 7일, 일본 영자지 재팬타임스는 '한국이 탄도미사일 수중 발사 시험으로 '엘리트 클럽'(elite club)에 합류했다'는 제목의 기사를 통해 "성공적인 발사는 한국이 해당 기술 보유와 관련해 기존 7개국과 함께하게 됐다는 의미"라고 전했다. 이 매체는 나머지 7개국은 '모두 핵무기 보유국'이라고 강조하면서 미국, 중국, 러시아, 프랑스, 인도, 영국, 북한은 SLBM에 핵탄두를 장착하거나 그렇게 할 수 있는 것으로 여겨진다고 설명했다.
2021년 9월 15일 ADD의 종합시험장에서 진행된 잠수함 수중 발사시험에서 성공했다고 한다. 8번째 SLBM 보유국이라고 보도되다가, 북한은 아직 공개적으로 잠수함에서 SLBM 발사를 성공시키지 못했다면서, 한국이 7번째 SLBM 보유국이라고 보도했다. 안보리 상임이사국 5개국을 제외하면, 인도에 이어 한국이 2번째 SLBM 보유국이 된 것이다.

## 사출시험
SLBM 사출시험은 수직발사관에서 콜드 런치로 미사일을 발사하는 기술이 성공적인가를 시험하는 것으로서, 3단계 시험을 한다.
- 1단계: 지상 사출시험
- 2단계: 수중 바지선 사출시험
- 3단계: 수중 잠수함 사출시험

9월 15일, 충남 안흥시험장에서 SLBM 지상 사출시험은 완료했으며 수중 발사시험을 앞두고 있다.(1단계 시험완료) 
2021년 3월, 대한민국 국군 당국은 지상에 대형 수조를 설치, 수중 바지선에서 사출시험하는 것과 비슷한 형태의 시험발사에도 성공한 것으로 전해졌다.
마지막 단계인 실제 잠수함에서의 수중사출시험은 2021년 3월 취역한 3000t급 잠수함 도산 안창호함에서 2021년 9월 15일 성공적으로 실행했다. 도산안창호함은 SLBM 발사관인 콜드 런치(cold launch) 방식 수직 발사대를 갖췄다.
대한민국 해군은 도산안창호급 3척, 3600t급 3척, 4000t급 이상 3척을 건조할 계획이다.

## 사거리
도산안창호함 SLBM은 사거리 500㎞인 기존 현무-2B 탄도미사일을 개량한 것으로 전해졌다.
'현무Ⅱ-B'의 길이는 약 12m에 직경 90㎝, 발사중량 5.4톤으로 고체연료를 사용한 2단 로켓 추진체가 적용돼 있다. 또 '현무Ⅱ-B'의 유효 사거리 500㎞이며, 탄두중량은 1톤가량으로 추정된다.
2021년 9월 15일, 최초 시험발사를 했다. 익명을 요구한 한 정부 소식통은 "SLBM은 안흥종합시험장 앞바다에서 발사됐고 제주도 서쪽 50㎞ 부근에 탄착해 약 400㎞를 날았다"며 "우리 영해 안에 떨어뜨리기 위해 일부러 사거리를 줄였다"고 밝혔다.
한국군 소식통은 "SLBM이 전략무기로서 역할을 제대로 하려면 사거리도 800㎞(한미 미사일지침상 최대 허용 거리)까지 늘리고 탄두의 위력도 대폭 강화해야 할 것"이라고 전했다. 사거리 800 km는 2단 고체연료를 사용한다.
이런 가운데 이날 최종 시험발사에 성공한 국산 SLBM의 추진체가 2단이 아닌 1단으로 돼 있는 것으로 전해져 로켓엔진의 추력 등에서도 일부 성능개량이 이뤄진 것으로 관측된다.
최초 시험발사 동영상이 공개되었는데, 미사일의 외양이 현무-2와 거의 똑같았다. 전세계의 SLBM은 미사일 외부에 날개가 없는게 특징인데, 현무-2처럼 날개가 있었다. 전세계의 SLBM은 일자형 디자인으로 연료를 많이 탑재하게 되어 있는데, 이번 동영상의 미사일은 현무-2처럼 탄두부로 가면서 직경이 줄어드는 모양이었다. 즉, 대대적인 개량은 아니고, 현무-2 뒷부분에 수중에서 사출하기 위해 고체연료 부스터를 하나 더 붙인 모양이었다.

## 폴라리스
북한 최초의 SLBM 북극성 1호는, 북극성이 영어로 폴라리스다. 폴라리스 미사일은 세계 최초의 SLBM으로, 미국 잠수함에 탑재되었다.
- 폴라리스 A-1: 사거리 1,853 km, 600 kt W47 수소폭탄 1발
- 폴라리스 A-2: 사거리 2,800 km, 600 kt W47 수소폭탄 1발
- 폴라리스 A-3: 사거리 4,630 km, 200 kt 수소폭탄 3발

따라서, 북한이 미국의 폴라리스와 똑같은 이름인 북극성을 개발중이라면, 사거리 4,630 km까지 개발할 것이 예상 가능하며, 한국의 SLBM은 북한 북극성과 대등한 수준이 목표이기 때문에, 한국의 SLBM도 사거리 4,630 km까지 개발할 것이 예상 가능하다. 한국군이 2022년 최초 배치할 SLBM 사거리가 3000 km일 수 있다는 보도가 나오고 있다.
W47 열핵탄두는 무게 300 kg, 폭발력 600 kt인 수소폭탄인데, W47-2는 무게 300 kg, 폭발력 1.2 Mt이다. 무게는 같은데, 폭발력이 2배 향상되었다. 보통 1 Mt 수소폭탄 한 발이면 서울시 천만명이 전멸한다고 알려져 있다.

## 핵공유
한국의 SLBM은 핵탄두가 없다. 비핵화 국가이기 때문이다. 보통 SLBM은 제2격에 사용되는 무기로, 적이 지상배치 ICBM으로 제1격, 선제 핵공격을 하면, 수중에 비밀리에 운항중이던 잠수함에서 SLBM으로 핵 보복공격을 하는데 사용한다.
따라서, 한국의 SLBM에 핵탄두가 장착되어야지만, 제2격이 가능해지는데, 비핵화 국가가 SLBM에 핵탄두를 장학하는 방법은, 역사적으로 핵공유 협정이 유일했다. 미국의 핵탄두를 장착해 수중에 잠수해 있다가, 유사시에 발사하는 개념으로, 미군이 자신들의 국익과 충돌할 때에는 비행중인 SLBM의 핵탄두에 대해, 자폭 버튼을 누를 수 있다. 또는 아예 미국의 허가가 없이는 발사가 불가능하게 발사통제장치를 만들 수 있다. 평소 핵탄두 정비, 유지도 미군이 한다. 물론 한국군도 독자적으로 자폭 버튼을 누를 수 있다.
핵공유 협정을 통한 SLBM 배치는, SLBM 발사에 대한 평시작전권과 전시작전권이 한국군에게 귀속된다.
러시아의 SLBM 발사 절차를 보면, 함대 본부를 통해 SLBM 발사 암호를 무선으로 받고, 이를 함장이 확인한 다음, 암호가 정확해야지만 SLBM 발사가 되는데, 한국군과 미군이 2개의 발사 암호를 독자적으로 보내는 방식이면, 핵공유를 통해 SLBM 발사가 가능하다.
한반도 비핵화 선언은 한국 지상 기지, 즉 항구에 핵탄두 반입을 금지하고 있기 때문에, SLBM의 미제 핵탄두는, 미국령 괌에서 장착하고 정비해야만, 비핵화 선언 등을 위반하지 않는다.
언론에서는 SLBM에 재래식 탄두를 넣을 것이라고 보도되고 있지만, 아무 쓸모가 없는 주장이다.
미국은, SLBM 발사에 대해 소극적 동의만 하면 되기 때문에, 남북한간의 핵전쟁에 미국이 전면적으로 남북 핵전면전에 개입하지 않는, 정치적 부담을 줄이면서, 한국을 계속 비핵화 국제법에 묶어두는 국익이 있다.

## 미국
SLBM은 제2격의 핵무장을 의미하기 때문에, 미국이 반대하는지가 중요한데, 해리 해리스 전 주한 미국대사는 최근 한국군이 잠수함발사탄도미사일(SLBM)의 잠수함 탑재 수중 시험 발사를 성공한 것에 대해 “놀라운 성과”라며 “한국은 미국의 더 강력한 동맹국이 될 것”이라고 밝혔다. “한국 해군의 이 놀라운 성과에 대해 축하한다"며 "이를 통해 한국은 더 강력하고 역량 있는 미국의 동맹 상대국(alliance partner)이 될 것”이라고 강조했다.
즉, 미국은 한국이 ICBM이라는 제1격의 핵무장은 반대하지만, SLBM으로 상징되는 제2격의 핵무장은 동의하는 것으로 해석할 여지가 있다. 예전에 이탈리아가 미제 SLBM을 수입해 잠수함에 장착했다가 비핵화를 한 적이 있다. 현재도 영국 해군은 미제 SLBM을 수입해 잠수함에 장착, 사용중이다.
현재 ICBM이라는 제1격의 핵무장을 한 국가는 미국과 러시아 뿐이다. 그러나 최근 중국이 ICBM 사일로를 대규모 건설해서, 중국이 ICBM이라는 제1격의 핵무장을 하는 것이 아니냐는 분석이 있다. 영국 프랑스는 SLBM으로 상징되는 제2격의 핵무장 정책만 채택하고 있다.

## 엘리트 클럽
현재 잠수함에 핵탄두를 장착한 SLBM을 운용하는 국가는 미국, 러시아, 영국, 프랑스, 중국과 인도 등 6개국이며 북한은 2016년 8월 24일 잠수함에서 SLBM발사에 성공함으로써 7번째 SLBM 보유국이 되었다.
한국은 8번째 SLBM 보유국이 되었는데, 특이하게도, 핵탄두가 아니라 재래식 탄두이다. SLBM은 대형 잠수함, 잠수함용 최첨단 초소형 경수로, 미사일 기술, 핵무기 기술 등 엄청나게 개발비용, 양산비용, 유지비용이 많이 드는 무기 체계이다. 그런데, 탄두중량 500 kg일 경우에, 7개국은 500 kt 수소폭탄 핵탄두(TNT 50만 kg 폭발력)를 사용하는데, 한국은 500 kg 재래식 탄두(TNT 500 kg 폭발력)를 사용한다는 것이다. 폭발력이 백만배 적은 탄두를, 그 비싼 SLBM 무기 체계에 탑재한다는 게, 한국의 주장인데, 전세계에 이런 사례가 없기 때문에, 한국도 수소폭탄을 도입한다는 의미로 해석하는 게 더 타당하다.
서균렬 서울대학교 원자핵공학과 교수는 "핵 분열·융합 반응과 화약의 산화 반응이 만들어 내는 에너지는 이론적으로 300만 배나 차이 난다"고 설명했다.
한국은 비핵화 국가여서 수소폭탄을 도입할 수 없지만, 미국이 핵공유 협정으로 핵탄두를 빌려주거나 판매하는 게 가능하다.
미국이 핵공유를 하지도 않겠다는데, 한국이 천문학적인 국방예산을 투입해 SLBM 무기체계를 개발했다기 보다는, 한미간에 미리 상호협정이 체결된 뒤에 SLBM 무기체계 개발을 계획, 실행했다고 보는 게 타당하다.
2019년 7월 25일, 미국 국방대학교에서 한국과 일본에 나토식 핵무기 공유 협정을 체결하는 것을 주장했다. '21세기 핵 억지력, 2018 핵 태세 검토 보고서의 작전 운용화'란 제목의 보고서 북한 편에서 "급변 사태 발발 시 미국은 일본과 한국 등 특별히 선정된 아시아 파트너국과 비전략 핵무기를 공유하는 잠재적이고 논쟁적인 새 개념을 강하게 고려해야 한다."며 "동아시아에 비전략 핵무기를 전진 배치하는 것은 지역 동맹국들에 대한 더 큰 (안보) 확신을 제공하는 추가적 이점이 있다."고 밝혔다.
2019년 7월 31일, 제임스 인호프(공화·오클라호마) 미국 상원 군사위원장은 미국이 한국, 일본과 전술핵을 공유하는 방안에 대해 검토해볼 만하다는 입장을 밝혔다. 다른 인사들의 발언보다 무게가 실려있는 것으로 보인다. 미국 국방정책과 관련한 법안 및 예산을 주무르는 군사위 수장의 발언이라는 점이다.

## 같이 보기
- 도산안창호함